# Marijke Zeekant
Marijke Zeekant (Medemblik, 12 de diciembre de 1956) es una deportista neerlandesa que compitió en remo y triatlón.
Ganó una medalla de bronce en el Campeonato Mundial de Remo de 1986. Además, obtuvo una medalla de plata en el Campeonato Europeo de Triatlón de Larga Distancia de 1999.

## Palmarés internacional
| Campeonato Mundial | Campeonato Mundial       | Campeonato Mundial | Campeonato Mundial |
| Año                | Lugar                    | Medalla            | Prueba             |
| ------------------ | ------------------------ | ------------------ | ------------------ |
| 1986               | Nottingham (Reino Unido) | Medalla de bronce  | Cuatro scull       |

| Campeonato Europeo | Campeonato Europeo    | Campeonato Europeo | Campeonato Europeo |
| Año                | Lugar                 | Medalla            | Prueba             |
| ------------------ | --------------------- | ------------------ | ------------------ |
| 1999               | Almere (Países Bajos) | Medalla de plata   | Individual         |